# Geocoris lividipennis
Geocoris lividipennis är en insektsart som beskrevs av Carl Stål 1862. Geocoris lividipennis ingår i släktet Geocoris och familjen Geocoridae. Inga underarter finns listade i Catalogue of Life.